# Omar Janneh
Omar Janneh, né le 23 août 2006 à Lérida, est un footballeur espagnol qui joue au poste d'avant-centre à l'Atlético de Madrid B.

## Biographie

### Carrière en club
Né à Lérida en Espagne, Omar Janneh est formé entre l'Espanyol de Barcelone et Granada, avant de rejoindre en 2022 l'Atlético de Madrid,,, où il commence sa carrière professionnelle avec l'équipe reserve en championnat d'Espagne de troisième division à l'été 2024,,.

### Carrière en sélection
En juin 2025, Janneh est convoqué avec l'équipe d'Espagne des moins de 19 ans pour participer au Championnat d'Europe des moins de 19 ans qui a lieu en Roumanie.
L'Espagne l'emporte en demi-finale contre l'Allemagne,.

## Palmarès

### En sélection
Espagne -19 ans
- Championnat d'Europe
  - Finaliste en 2025